# José Francisco Ramírez
José Francisco Ramírez Pineda (Amapala, 10 luglio 1976) è un ex calciatore honduregno, di ruolo attaccante.

## Caratteristiche tecniche
Giocava come punta centrale.

## Carriera

### Club
Ha cominciato a giocare nel Motagua. Nell'estate 2000 è passato in prestito al Dundee Utd. Nel 2001 è tornato al Motagua. Nel 2002 è stato acquistato dal Platense. Nel gennaio 2006 è stato ceduto a titolo temporaneo al Marathón. Nell'estate 2006 è tornato al Platense. Nel 2008, dopo aver giocato nel Vida, si è trasferito al Vista Hermosa, con cui ha concluso la propria carriera nel 2009.

### Nazionale
Ha debuttato in Nazionale il 19 marzo 1999, in Honduras-Belize (5-1), gara in cui ha siglato la rete del momentaneo 4-1 al minuto 77. Ha partecipato, con la Nazionale, alla CONCACAF Gold Cup 2005. Ha collezionato in totale, con la maglia della Nazionale, 19 presenze e 10 reti.

## Palmarès

### Club

#### Competizioni nazionali
- Campionato honduregno di calcio:

Motagua: 1997-1998, 1999-2000, 2001-2002